# Bucșenești
Bucșenești – wieś w Rumunii, w okręgu Ardżesz, w gminie Corbeni. W 2011 roku liczyła 800 mieszkańców.